# Hawthorn Woods (Illinois)
Hawthorn Woods est un village du comté de Lake dans l'Illinois, aux États-Unis,. Situé au sud du comté, il est  incorporé le 25 avril 1958.

## Démographie
Lors du recensement de 2010, le village comptait une population de 7 663 habitants. Elle est estimée, en 2017, à 8 412 habitants.

## Source de la traduction
- (en) Cet article est partiellement ou en totalité issu de l’article de Wikipédia en anglais intitulé « Hawthorn Woods, Illinois » (voir la liste des auteurs).